# Liste der denkmalgeschützten Objekte in St. Peter am Hart
Die Liste der denkmalgeschützten Objekte in St. Peter am Hart enthält die 6 denkmalgeschützten, unbeweglichen Objekte der Gemeinde St. Peter am Hart im Bezirk Braunau am Inn.

## Denkmäler
| Foto |                 | Denkmal                                                                            | Standort                                | Beschreibung | Metadaten |
| ---- | --------------- | ---------------------------------------------------------------------------------- | --------------------------------------- | --- | --- |
| ja   | Datei hochladen | Kath. Filialkirche hl. Andreas und ehem. Friedhof HERIS-ID: 52063 Objekt-ID: 58102 | Bogenhofen Standort KG: Hagenau         | Ablässe wurden 1400 und 1453 genannt. Anfangs gehörte die Kirche zur Herrschaft Bogenhofen. 1842 wurde die Kirche eine Filiale der Pfarrkirche St. Peter am Hart. Der kleine spätgotische dreijochige Saalbau hat einen eingezogenen einjochigen spätgotischen Chor mit einem Fünfachtelschluss. Das Kircheninnere zeigt ein bemerkenswertes barockes Ensemble. | BDA-Hist.: Q38048986 Status: § 2a Stand der BDA-Liste: 2025-06-30 Name: Kath. Filialkirche hl. Andreas und ehem. Friedhof GstNr.: .107, 1165 Filialkirche Bogenhofen |
| ja   | Datei hochladen | Schloss Bogenhofen HERIS-ID: 37680 Objekt-ID: 36900                                | Bogenhofen 1a Standort KG: Hagenau      | → Hauptartikel : Schloss Bogenhofen f1 | BDA-Hist.: Q1378034 Status: Bescheid Stand der BDA-Liste: 2025-06-30 Name: Schloss Bogenhofen GstNr.: .101/1 Schloss Bogenhofen                                      |
| ja   | Datei hochladen | Schloss Hagenau HERIS-ID: 37950 Objekt-ID: 37386                                   | Hagenau 1 Standort KG: Hagenau          | → Hauptartikel : Schloss Hagenau f1 | BDA-Hist.: Q1669918 Status: Bescheid Stand der BDA-Liste: 2025-06-30 Name: Schloss Hagenau GstNr.: .76 Schloss Hagenau                                               |
| ja   | Datei hochladen | Schlosskirche hl. Nikolaus HERIS-ID: 37951 Objekt-ID: 37387                        | bei Hagenau 1 Standort KG: Hagenau      | 1187 wurde die Kapelle urkundlich genannt. Der heutige Kapellenbau wurde 1515 geweiht. 1727/1728 wurde die Kapelle verändert, die Fenster wurden überformt, im Kircheninneren wurde die Wandgliederung geändert und eine neue Decke eingezogen. 1881 erhielt die Kapelle einen neuen Hochaltar und eine Westempore. | BDA-Hist.: Q37978146 Status: Bescheid Stand der BDA-Liste: 2025-06-30 Name: Schlosskirche hl. Nikolaus GstNr.: .89 Schlosskapelle Hagenau                            |
| ja   | Datei hochladen | mittelalterlicher Hausberg Hofmark St. Peter HERIS-ID: 38444 Objekt-ID: 38015      | Flur St. Peter Standort KG: St. Peter   | | BDA-Hist.: Q37981030 Status: Bescheid Stand der BDA-Liste: 2025-06-30 Name: Mittelalterlicher Hausberg GstNr.: 436, 438, 439, 440, 442, 443, 444                     |
| ja   | Datei hochladen | Kath. Pfarrkirche und Friedhof HERIS-ID: 38445 Objekt-ID: 38016                    | bei St. Peter 11 Standort KG: St. Peter | Die Pfarrkirche von St. Peter wurde um 1400 erstmals urkundlich erwähnt, sie ist ein gotischer Tuffbau, im Innenbereich erfolgte eine Barockisierung. Das Langhaus ist einschiffig und vierjochig, der zweijochige Chor besitzt einen 5/8 Schluss. Das Gewölbe ist mit Stuck von Johann Michael Vierthaler verziert, geschaffen um 1733. Der vierstöckige gotische Westturm ist mit abgekapptem Giebel und achtseitigem Spitzhelm ausgeführt. Der Hochaltar besitzt Bildwerke aus dem letzten Viertel des 17. Jahrhunderts. Die Friedhofsmauer ist gotisch und aus Tuff sowie mit Keilabdeckung. | BDA-Hist.: Q23541892 Status: § 2a Stand der BDA-Liste: 2025-06-30 Name: Kath. Pfarrkirche und Friedhof GstNr.: 483/1, .29, 493, 483/4 Pfarrkirche St. Peter am Hart  |